# 아드리아나 아스티
아드리아나 아스티(Adriana Asti, 1931년 4월 30일 ~ 2025년 7월 31일)는 이탈리아의 배우이다.

## 출연 작품
- 돈나 파비아 (2018)
- 여자라는 이름으로 (2018)
- 어느 하녀의 일기 (2015)
- 파솔리니 (2014)
- 용서할 수 없는 (2011)
- 고어 비달의 칼리귤라의 리메이크 예고편 (2005)
- 베스트 오브 유스 (2003)
- 제7의 방 (1995)
- 시티 오브 더 리빙 데드 (1980)
- 칼리굴라 (1979)
- 인헤리턴스 (1976)
- 짧은 휴가 (1975)
- 고대의 계단 아래 (1975)
- 조로 (1975)
- 자유의 환상 (1974)
- 일하고 싶어도 무엇을 하면 좋을까 (1972)
- 루드비히 신들의 황혼 (1972)
- 더블 데이트 (1972)
- 원 + 씩스 (1971)
- 이탈리아식 변덕 (1968)
- 혁명전야 (1964)
- 아카토네 (1961)
- 로코와 그의 형제들 (1960)